# Mjanma na Letnich Igrzyskach Olimpijskich 2000
Mjanmę na Letnich Igrzyskach Olimpijskich 2000 reprezentowało 7 zawodników, 1 mężczyzna i 6 kobiet.

## Skład kadry

### Lekkoatletyka
- Maung Maung Nge - bieg na 5000 m mężczyzn (odpadł w 1 rundzie eliminacji)
- Cherry - bieg na 400 m przez płotki kobiet (odpadła w 1 rundzie eliminacji)

### Łucznictwo
- Thi Thi Win - indywidualnie kobiety (odpadła w 1/32 finału, 62. miejsce)

### Pływanie
- Aung Moe Thu - 50 m stylem dowolnym kobiet (odpadła w eliminacjach)

### Podnoszenie ciężarów
- Khin Moe Nwe
- Win Kay Thi
- Win Swe Swe